# Bex Taylor-Klaus

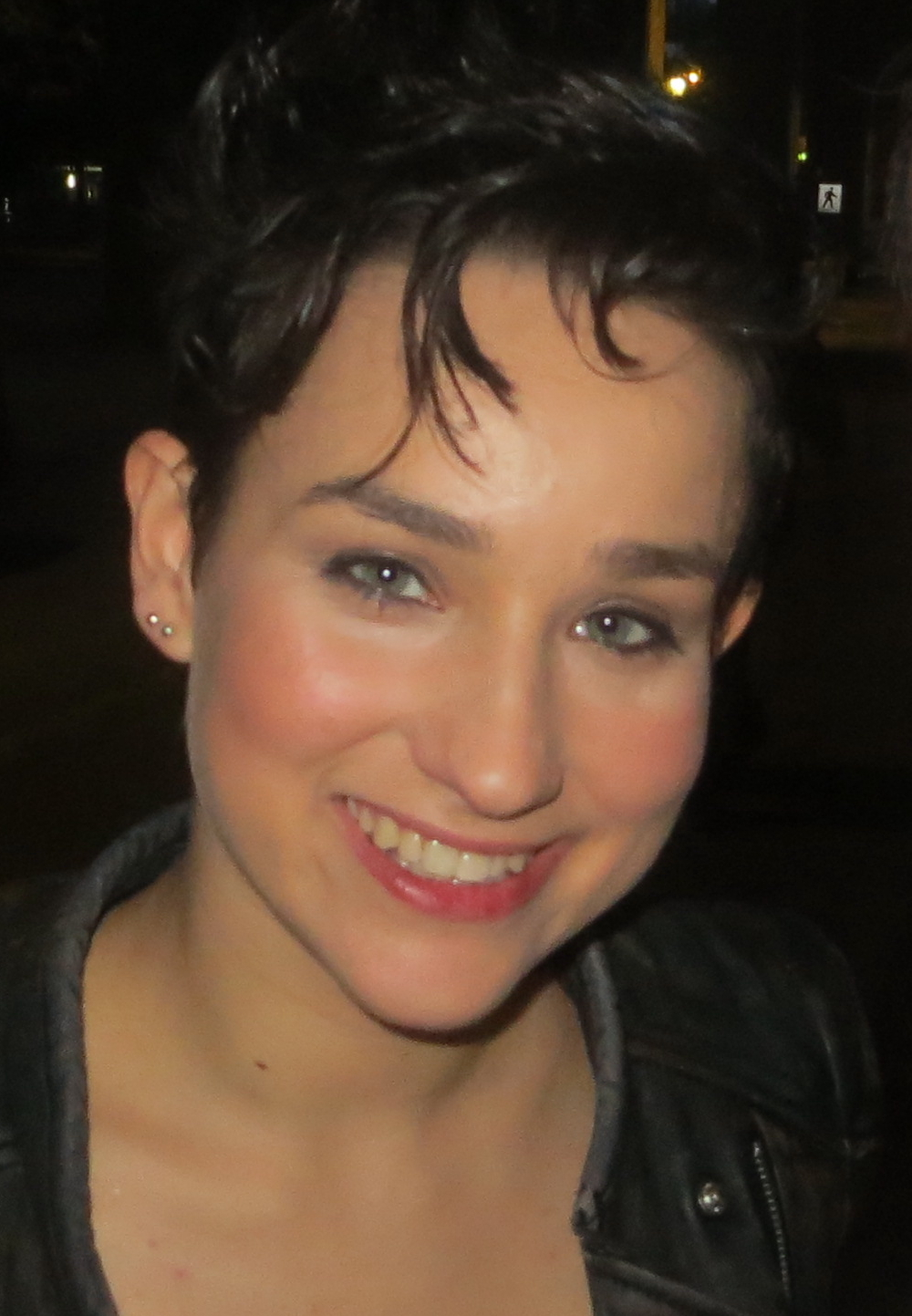
Bex Taylor-Klaus (2013)

Bex Taylor-Klaus (geboren 12. August 1994 in Atlanta, Georgia als Rebecca Edison Taylor-Klaus) ist US-amerikanischer Nationalität und wurde schauspielerisch bekannt durch die Rolle als Bullet in der von AMC produzierten Fernsehserie The Killing. 2019 übernahm Taylor-Klaus in der Fernsehserie Deputy – Einsatz Los Angeles eine Hauptrolle als Deputy Brianna Bishop, einer ebenfalls nichtbinären Person; in der Serie wurde deren Geschlechtsidentität thematisiert.

## Leben
Bex Taylor-Klaus spielte in der Schulzeit in Stücken von Shakespeare mit. Die Schauspielerei wurde ein fester Bestandteil der außerschulischen und sommerlichen Aktivitäten. Im Sommer 2012 zog Taylor-Klaus nach Los Angeles, Kalifornien, um an der Schauspielkarriere zu arbeiten. Von 2015 bis 2016 spielte Taylor-Klaus die Rolle der Audrey Jensen in der Fernsehserie Scream des US-amerikanischen Fernsehsenders MTV.
Privatleben
2016 hatte Taylor-Klaus sich als lesbisch erklärt – Mitte 2018 erfolgte ein Coming-out als nichtbinäre Person, verbunden mit dem Wunsch nach dem geschlechtsneutralen Fürwort they.

## Filmografie (Auswahl)
- 2013: The Killing (Fernsehserie, 12 Episoden)[1]
- 2013–2015, 2019: Arrow (Fernsehserie, 9 Episoden)
- 2014: The Night Is Ours
- 2014: House of Lies (Fernsehserie, 6 Episoden)
- 2014: Longmire (Fernsehserie, Episode 3x02)
- 2015: Glee (Fernsehserie, Episode 6x12)
- 2015: The Quest – Die Serie (The Librarians, Fernsehserie, Episode 1x07)
- 2015: iZombie (Fernsehserie, 2 Episoden)
- 2015: The Last Witch Hunter
- 2015–2016: Scream (Fernsehserie, 24 Episoden)
- 2016–2018: Voltron: Legendärer Verteidiger (Voltron: Legendary Defender, Fernsehserie, 73 Episoden, Stimme)
- 2018: Hell Fest
- 2018: Here and Now (Fernsehserie, Episoden 1x03, 1x07)
- 2018: Dumplin’
- 2018: Discarnate
- 2019: Tote Mädchen lügen nicht (13 Reasons Why, Fernsehserie, 7 Episoden)
- 2020: Deputy – Einsatz Los Angeles (Deputy, Fernsehserie, 13 Episoden)

## Auszeichnungen
The Joey Awards:
- 2014: International (Non-Canadian) Actress Television Lead or Supporting Role that was filmed in Canada für The Killing[4]
- 2014: Young Ensemble Cast in a Dramatic TV Series für The Killing[4]